# Chloroclystis phoenochyta
Chloroclystis phoenochyta är en fjärilsart som beskrevs av Turner 1922. Chloroclystis phoenochyta ingår i släktet Chloroclystis och familjen mätare. Inga underarter finns listade i Catalogue of Life.